# CR106 (Luxemburg)
De CR106 (Chemin Repris 106) is een verkeersroute in het zuidwesten en westen van Luxemburg tussen Esch-sur-Alzette (N4/N4c/CR170) en Roodt (CR303). De route is met een lengte van ongeveer 43 kilometer een van de langste CR-routes in Luxemburg.

## Routeverloop
De route begint in het zuiden van Luxemburg in de plaats Esch-sur-Alzette bij de N4. De route gaat naar het noorden en passeert met een viaduct de gedeelde snelweg A4/A13. Net na dit viaduct werd de route tussen maart 2014 en oktober 2017 onderbroken door een aardverschuiving waarbij een deel van de CR106 was weggevaagd. Sinds oktober 2017 is de route met een omlegging weer bruikbaar.
Zodra de route Mondercange binnenkomt gaat de route door een groter gedeelte bebouwd gebied, waarna het verder door open gebied richting Sprinkange en Schouweiler gaat. Het passeert onderweg het treinstation Schouweiler wat tevens in open gebied ligt. Op de grens van Sprinkange/Schouweiler komt de route uit op de N5 E44. Voorheen ging de route hier rechtdoor via de Rue de la Résistance. Tegenwoordig gaat de route via een stukje N5 en de Rue de l'Eglise. Hierna gaat de CR106 verder richting het noorden langs Dahlem richting Kleinbettingen. Bij de Heckbierg komt de route op een hoogte van 391 meter boven zeeniveau, hierna daalt de route naar 310 meter vlak voordat het de A6 E25 passeert.
Vanaf Kahler tot voorbij Hobscheid gaat de route grotendeels door bebouwd gebied. Tevens passeert het twee spoorlijnen met overwegen, waarvan de spoorlijn Kleinbettingen - Steinfort met een onbewaakte overweg is. Tussen Hobscheid en Schweich gaat de route door bosgebied waarbij het stijgt tot 390 meter hoogte, hierna daalt de route weer en gaat het verder door open gebied naar Redange. In Redange komt de CR106 uit op de N22. Voor ongeveer 700 meter volgt de CR106 de N22, waarvan een deel is ingericht als eenrichtingsverkeersweg richting het oosten en Noerdange. Verkeer in de ander richting kan gebruik maken van de N22b. Aan de westkant van Redange gaat de CR106 zelfstandig verder richting het noordwesten waar het in Roodt aansluit op de CR303.

## Plaatsen langs de CR106
- Esch-sur-Alzette
- Mondercange
- Limpach
- Sprinkange
- Schouweiler
- Dahlem
- Hivange
- Kahler
- Kleinbettingen
- Steinfort
- Hobscheid
- Schweich
- Elvange
- Noerdange
- Redange
- Nagem
- Lannen
- Roodt

## CR106a
De CR106a is een verbindingsweg in Schouweiler. De ongeveer 1,5 kilometer lange route verbindt de N5 E44 uit zuidelijke richting met de CR106 via de Rue de Bascharage en Rue Centrale

## CR106b
De CR106b is een ongeveer 950 meter lange verbindingsroute bij Hobscheid. De route verbindt de CR106 met de N8 in oostelijke richting.

## CR106c
De CR106c is een verbindingsroute tussen Niederpallen en Reichlange. De ongeveer 2,7 kilometer lange route verbindt de CR106 in Niederpallen met de N12 in Reichlange.
CR101 ·
CR102 ·
CR103 ·
CR104 ·
CR105 ·
CR106 ·
CR107 ·
CR108 ·
CR109 ·
CR110 ·
CR111 ·
CR112 ·
CR113 ·
CR114 ·
CR115 ·
CR116 ·
CR117 ·
CR118 ·
CR119 ·
CR120 ·
CR121 ·
CR122 ·
CR123 ·
CR124 ·
CR125 ·
CR126 ·
CR127 ·
CR128 ·
CR129 ·
CR130 ·
CR131 ·
CR132 ·
CR133 ·
CR134 ·
CR135 ·
CR136 ·
CR137 ·
CR138 ·
CR139 ·
CR140 ·
CR141 ·
CR142 ·
CR143 ·
CR144 ·
CR145 ·
CR146 ·
CR147 ·
CR148 ·
CR149 ·
CR150 ·
CR151 ·
CR152 ·
CR153 ·
CR154 ·
CR155 ·
CR156 ·
CR157 ·
CR158 ·
CR159 ·
CR160 ·
CR161 ·
CR162 ·
CR163 ·
CR164 ·
CR165 ·
CR166 ·
CR167 ·
CR168 ·
CR169 ·
CR170 ·
CR171 ·
CR172 ·
CR173 ·
CR174 ·
CR175 ·
CR176 ·
CR177 ·
CR178 ·
CR179 ·
CR180 ·
CR181 ·
CR182 ·
CR183 ·
CR184 ·
CR185 ·
CR186 ·
CR187 ·
CR188 ·
CR189 ·
CR190
CR200 ·
CR201 ·
CR202 ·
CR203 ·
CR204 ·
CR205 ·
CR206 ·
CR207 ·
CR208 ·
CR210 ·
CR211 ·
CR212 ·
CR213 ·
CR215 ·
CR216 ·
CR217 ·
CR218 ·
CR219 ·
CR220 ·
CR221 ·
CR222 ·
CR223 ·
CR224 ·
CR225 ·
CR226 ·
CR227 ·
CR228 ·
CR229 ·
CR230 ·
CR231 ·
CR232 ·
CR233 ·
CR234
CR301 ·
CR302 ·
CR303 ·
CR304 ·
CR305 ·
CR306 ·
CR307 ·
CR308 ·
CR309 ·
CR310 ·
CR311 ·
CR312 ·
CR313 ·
CR314 ·
CR315 ·
CR316 ·
CR317 ·
CR318 ·
CR319 ·
CR320 ·
CR321 ·
CR322 ·
CR323 ·
CR324 ·
CR325 ·
CR326 ·
CR327 ·
CR328 ·
CR329 ·
CR330 ·
CR331 ·
CR332 ·
CR333 ·
CR334 ·
CR335 ·
CR336 ·
CR337 ·
CR338 ·
CR339 ·
CR340 ·
CR341 ·
CR342 ·
CR343 ·
CR344 ·
CR345 ·
CR346 ·
CR347 ·
CR348 ·
CR349 ·
CR350 ·
CR351 ·
CR352 ·
CR353 ·
CR354 ·
CR355 ·
CR356 ·
CR357 ·
CR358 ·
CR359 ·
CR360 ·
CR361 ·
CR362 ·
CR364 ·
CR365 ·
CR366 ·
CR367 ·
CR368 ·
CR369 ·
CR370 ·
CR371 ·
CR372 ·
CR373 ·
CR374 ·
CR375 ·
CR376 ·
CR377 ·
CR378 ·
CR379
Routes die cursief vermeld staan, zijn voormalige routes.